# 氷堂れん
氷堂 れん（ひどう れん）は日本のイラストレーター、漫画家。血液型はO型。

## 作品リスト

### 挿絵・表紙絵

#### 少女小説
ルルル文庫
- Wishing Moon 月に願いをシリーズ（原作：マイケル・O・タンネル、訳：東川えり）

B's-LOG文庫
- 悪魔姫シリーズ（清水マリコ著）
- ビーストプリンセスシリーズ（著：志麻友紀）
- 冥恋十王帳 シリーズ（著：月本ナシオ）
- 紅茶執事のお嬢様シリーズ（著：来栖千依）

ぽけっとB's-LOG
- 12粒の宝石姫（著：剛しいら）※Web掲載。「2月 アメシスト姫」

コバルト文庫
- トップ・シークレット!!シリーズ（著：七穂美也子）
- 悪魔様のお気に入りシリーズ（著：七穂美也子）
- 霧の都の恋人たち 貴婦人の恋は珈琲の香り（著：小田菜摘）
- 西洋人形は夢を見る 瑠璃色の事件手帖（著：相良穎）

一迅社文庫アイリス
- プシュケの刻印（著：嶋田純子）

角川ビーンズ文庫
- 赤き天に星は揺らめく 陽と月の制約（著：槇ありさ）

フェアリーキス・ピュア
- あなたにぴったりの靴（著：くるひなた）
- リストラ聖女の異世界旅 青春取り戻してやるから見てなさい!?（著：柏てん）
- 断罪された伯爵令嬢の、華麗なる処刑ルート回避術（著：十帖）
- さようなら、旦那様。市井に隠れて生きることにしたので捜さないでください（著：蒼磨奏）

アイリスNEO
- 妹に婚約者を取られたら、獣な王子に求婚されました 〜またたびとして溺愛されてます〜 シリーズ（著：桜井悠）

#### ティーンズラブ小説
シフォン文庫
- 古城の侯爵に攫われて（著：水島忍）
- 償いのウェディング 〜薔薇が肌を染めるとき（著：水島忍）
- 身代わり花嫁は愛を乞われる 海の都に散る純潔（著：涼原カンナ）
- 蜜色初恋セレナーデ（著：杏奈）
- 千夜淫夜物語 〜砂漠の王と金の髪の乙女〜（著：織田ちさき）※電子書籍
- かりそめ執事のドSなご指南 〜観念しやがれ、お嬢様〜（著：葉月エリカ）※電子書籍
- いろは匂ひて散りゆくを 〜秘めやかなお妃指南〜（著：依田ザクロ）※電子書籍
- 後宮淫夜 「元」年下皇子による非凡な溺愛（著：あまおう紅）※電子書籍
- 官女狩り 〜皇帝の閨を彩る書〜（著：依田ザクロ） ※電子書籍
- 後宮恋曲 皇帝は身代わり花嫁を淫らに奏でる（著：涼原カンナ） ※電子書籍

ジュリエット文庫
- 甘噛み王子と絵姿の美姫（著：北山すずな）

ロイヤルキス文庫
- 薔薇と牙 〜イノチ短シ恋セヨ乙女〜（著：花衣沙久羅）
- 王太子殿下の溺愛エスコート 〜恋初めし伯爵令嬢〜（著：くるひなた）
- とろける蜜月 〜溺愛に恥じらう幼妻〜（著：伊郷ルウ）
- 愛を選ぶ姫君 〜運命は花嫁にささやいて〜 （著：火崎勇）
- 国王陛下の溺愛ウェディング 〜幸せをもたらす伯爵令嬢〜（著：くるひなた）
- 元帥閣下の溺愛マリアージュ 〜薔薇は異国で愛を知る〜（著：くるひなた）
- 買われた花嫁 〜公爵の溺愛に乱されて〜（著：立花実咲）
- 王妃のプライド（著：市尾彩佳）※電子書籍

ノーチェブックス
- 夜の王は乙女に溺れる（著：風見優衣）
- 男装騎士は王太子のお気に入り（著：吉桜美貴）

ヴァニラ文庫
- 不埒な求愛 〜退屈王のお妃選び〜（著：池戸裕子）
- 灼熱の王の淫愛 〜熱い指にとかされて〜（著：池戸裕子）
- 皇子さまは我慢できない 〜スウィート・シュガー・ロマンス〜（著：斉河燈）
- 私の執事はご機嫌ナナメ 〜ベッドで眼鏡はやめてください!〜（著：伽月るーこ）
- 寡黙な溺愛 〜初恋王子の過保護な蜜月〜（著：舞姫美）
- 王の花嫁は黒の王子に惑わされる（著：芹名りせ）
- 婚約破棄は蜜愛のはじまり 〜ワケあり公爵と純真令嬢〜（著：華藤りえ）
- 過保護なすれ違い婚 〜冷徹侯爵は新妻とイチャイチャしたい〜（著：水城のあ）
- お隣さんは大人な溺愛社長 〜ウブなOLはとろかされっぱなしです〜（著：加地アヤメ）
- 鳥籠花嫁 〜冷徹皇太子の寵愛教育〜（著：桃城猫緒）
- 婚約解消のち逆転蜜愛〜侯爵閣下のかわいい恋人〜（著：白柳いちか）
- 王子な騎士団長は薬草好きの令嬢を溺愛してめとりたい（著：熊野まゆ）

ガブリエラ文庫
- セカンド・プロポーズ 王太子の甘い罠（著：奥山鏡）
- 強引すぎる王子様に執着されて逃げられませんが幸せです。（著：小出みき）
- 腹黒聖王様の花嫁は、ご辞退させていただきたく（著：小出みき）

メリッサ
- ランペリウスの吸血姫シリーズ（著：浅井咲希）
- 身体が先か心が先か 〜氷の貴公子は素直になれない〜（著：佐原佐）

ガブリエラ文庫プラス
- 溺愛カフェで口づけを（著：柚佐くりる）
- 王子な上司は極甘御曹司!?（著：芹名りせ）
- ドS上司のギャップにはまりました（著：芹名りせ）
- 金曜日の秘密 クールな上司に甘く偏愛されてます（著：七福さゆり）
- 運命の蜜夜に溺れて 俺サマ御曹司と秘密のベビー（著：御堂志生）
- 甘黒上司のお気に入り オトナの本気に蕩かされました（著：玉紀直）
- 身代わり花嫁はイケメン社長に甘く籠絡される（著：玉紀直）
- 激甘CEOと子育てロマンスはじめました!（著：水島忍）

ハニー文庫
- 夜伽の苺は男装中 〜皇太子の内憂白書〜（著：花川戸菖蒲）
- 秘蜜調教（著：稀崎朱里）
- おヨメさまは天空の守護剣士（著：花川戸菖蒲）
- 未亡人ではありません! 〜有能王太子様の（夜の）ご指南係に指名されました〜（著：栢野すばる）
- 王女の降嫁 〜秘密の鳥と騎士団長〜（著：さえき巴菜）

フェアリーキス・ピンク
- 仮面伯爵は黒水晶の花嫁に恋をする（著：小桜けい）
- 守りの竜は転生花嫁に愛を乞う（著：鳴澤うた）
- 飼い主様は騎士隊長（著：小桜けい）
- 狩人さんは駄犬系!?（著：小桜けい）
- 幼馴染みが魔王になって迎えに来ました（著：小桜けい）
- いつか陛下に愛を シリーズ（著：Aryou）

ソーニャ文庫
- 暗闇に秘めた恋（著：山野辺りり）
- 変人作曲家の強引な求婚（著：八巻にのは）
- 新妻監禁（著：山野辺りり）
- 残酷王の不器用な溺愛（著：八巻にのは）
- 冷酷公爵の歪な寵愛（著：宇奈月香）
- 執愛結婚（著：最賀すみれ）
- ストーカー騎士の誠実な求婚（著：秋野真珠）
- 腹黒御曹司は逃がさない（著：月城うさぎ）
- 俺様騎士の不埒な求婚（著：秋野真珠）
- 復讐者は愛に堕ちる（著：榎木ユウ）
- 寡黙な皇帝陛下の無邪気な寵愛（著：八巻にのは）
- 没落貴公子は難攻不落!?（著：外堀鳩子）

eロマンスロイヤル
- 麗しの王子の悩みとメイドの受難（著：皐月もも）
- 悪役令嬢(仮)の奮闘 異世界転生に気づいたので婚約破棄して魂の番を探します シリーズ（著：木村るか）
- 元聖女候補は、守護騎士に溺愛されて囚われる（著：椎名さえら）

チュールキス文庫
- オフィスのシンデレラは上司に魔法をかけられる（著：玉紀直）

エタニティブックス・Rouge
- S系エリートの御用達になりまして（著：砂原雑音）
- 結婚なんてお断りです! 強引御曹司のとろあま溺愛包囲網 （著：立花吉野）

オパール文庫ブラックオパール
- 凶愛な性 冷徹な敏腕医師に壊れるほど愛されて（著：山野辺りり）

蜜夢文庫
- 同級生がヘンタイDr.になっていました（著：連城寺のあ）

ティアラ文庫
- 復讐するより蜜愛したい ワケあり王太子は本当は妻が好きすぎる（著：臣桜）
- ラプンツェルは眠れない 絶倫王子様にひたすら溺愛されました（著：如月）
- 私を(身も心も)捕まえたのは史上最強の悪魔Dr.でした（著：連城寺のあ）
- 蹴って、踏みにじって、虐げて。 イケメン上司は彼女の足に執着する（著：青砥あか）

ムーンドロップス
- 失神するほど愛されて 悪魔は聖姫を夜ごと悦楽に堕とす（著：当麻咲来）

ガブリエラブックス
- 俺サマ石油王に愛されて困ってます! テキサス・ウェディング（著：御堂志生）
- 姐さんにはなりませんっ! 冷徹な若頭はお嬢に執着する（著：御厨翠）

オパール文庫ファンタジア
- 竜神CEOは花嫁を淫らに愛する（著：御堂志生）

オパール文庫
- 理想の婚活 スパダリ医師の過保護な溺愛（著：桜しんり）

フェアリーキス ピンク
- この王子様から逃げ切るのは難しいかもしれない シリーズ（著：ほづみ）
- 出戻り(元)王女と一途な騎士（著：イチニ）

蜜猫Novels
- あまりもの姫は一世一代の魔獣召喚に失敗する!? 召喚されたのは皇子でした（著：白石まと）

エタニティ文庫・赤
- 秘密のキスの続きは熱くささやいて（著：藤谷藍 ）

#### その他
ベリーズ文庫
- ポンコツ王太子と結婚破棄したら、一途な騎士に溺愛されました（著：灯乃）
- 公爵様の最愛なる悪役花嫁〜旦那様の溺愛から逃げられません〜（著：藍里まめ）
- ご主人様は、イジワル侯爵!?〜危険で過保護な蜜月ライフ〜（著：友野紅子）
- 悪役令嬢の華麗なる王宮物語シリーズ（著：藍里まめ）
- 転生令嬢の異世界ほっこり温泉物語（著：吉澤紗矢）
- 自称・悪役令嬢の華麗なる王宮物語〜仁義なき婚約破棄が目標です〜（著：藍里まめ）
- イジワル副社長はウブな秘書を堪能したい（著：滝井みらん）
- 転生令嬢はのんびり暮らしたい 〜おいしいプリンを召し上がれ〜（著：森モト）
- 年の差婚で娶られたら、国王陛下の愛が止まりません（著：友野紅子）
- 冷徹魔王な御曹司は契約妻への燃え上がる愛を手加減しない（著：滝井みらん）

二見レインボー文庫
- 彼がもう一度、あなたに夢中になる方法（著：浅海） - 雑学書

マカロン文庫
- クールな彼とめろ甘♡新婚生活（著：pinori）※電子書籍
- 独占欲強めの部長に溺愛されてます（著：紅カオル）※電子書籍
- クールな騎士団長は獣な本能を初夜に目覚めさせる（著：友野紅子）※電子書籍

SKYHIGH文庫
- 俺サマ作家に書かせるのがお仕事です!（著：あさぎ千夜春）

PASH!ブックス
- ひょんなことからオネエと共闘した180日間（著：三沢ケイ）

Dノベルf
- 予言された悪役令嬢は小鳥と謳う 〜未来を知る専属執事に「君を救う」と言われました〜（著：吉高花）

アース・スター ルナ
- 聖女の妹の尻拭いを仰せつかった、ただの侍女でございます〜謝罪先の獣人国で何故か冷酷黒狼陛下に見初められました!?〜（著：櫻田りん）

Mノベルスf
- 恋心に苦しむ王妃は、異国の薬師王太子に求愛される（著：夕立悠理）

### 漫画
- 雅恋 〜MIYAKO〜（原作：サンクチュアリ、キャラクターデザイン原案：美辺貴緒、『シルフ』2011年4月号 - 2012年3月号、全1巻）
- Dear Girl〜Stories〜 緋月（原作：諏訪勝、『シルフ』2013年1月号 - 2014年12月号、全4巻）
- スタミュ（原作：ひなた凛、『シルフ』2015年8月号 - 12月号、全1巻）
- スタミュ Stardust's Dream（原作：ひなた凛、『シルフ』2016年6月号 - 2017年7月号、全2巻）
- 転生前から狙われてますっ!!（原作：一花カナウ、「アルファポリス」2019年7月17日[1] - 2020年1月15日、全1巻）
- 仮面伯爵は黒水晶の花嫁に恋をする（原作：小桜けい、FK comicsレーベル、2021年4月16日[2] - 、既刊2巻）

### アンソロジー
- コードギアス 反逆のルルーシュ 公式コミックアンソロジー Knight 第4巻（あすかコミックスDX）※カラー口絵1点
- コードギアス 反逆のルルーシュ 公式コミックアンソロジー Knight 第5巻（あすかコミックスDX）※漫画4P
- キョン&古泉の災難 ハルヒコミックアンソロジー（角川コミックス・エース）※カラー口絵1点
- 艦隊これくしょん -艦これ- ケッコンカッコカリ アンソロジー 第2巻（電撃コミックスNEXT） ※漫画16P
- スタミュ 公式コミックアンソロジー（シルフコミックス）※カラー口絵1点